# 34 Leonis
34 Leonis är en gulvit stjärna i huvudserien i stjärnbilden Lejonet.
34 Leonis har visuell magnitud +6,43 och är nätt och jämnt synlig för blotta ögat vid mycket god seeing.. Den befinner sig på ett avstånd av ungefär 210 ljusår.